# نقولا النقاش
نقولا إلياس ميخائيل النقّاش (1825 - 4 ديسمبر 1894) قانوني ومحامي وصحفي عثماني لبناني. ولد في بيروت ونشأ بها ودرس في مدارسها العربية والسريانية والتركية، وأخذ الإيطالية عن بعض الرهبان المرسلين. عمل تاجرًا ومسؤولًا عثمانيًا في متصرفية جبل لبنان، ثم نائبًا عن ولاية سوريا في مجلس النواب العثماني، ومفوضًا لمحكمة بيروت التجارية. مارس مهنة المحاماة حتى أواخر أيامه، كما كان مستشارًا قانونيًا وصحفيًا. ساعد شقيقه مارون النقاش. له مؤلفات عديدة في القانون، وله مسرحيات وديوان أشعار. توفي في بيروت عن عمر يناهز السبعين عاماً ودفن بها.

## سيرته
ولد نقولا بن إليا بن ميخائيل النقّاش سنة 1825 في بيروت، من عائلة أصلها من صيدا. تعلم اللغتين العربية والسريانية وبعض شيء من الحساب. ثم تعلم اللغة الإيطالية عن بعض الرهبان المرسلين من أصحاب المدارس الابتدائية في بيروت، فأتقنها. أخذ عن شقيقه الأكبر مارون مبادئ اللغة التركية، و«طريقة مسك الدفاتر على النسق الغربي.»
عمل بالتجارة بين عامي 1859-1868. ثم انتدبته الدولة موظّفًا في الجمارك ثم مديرًا لإدارة حصر التبغ لسبع سنوات، وعُيّن عضوًا دائمًا لمحكمة بيروت التجارية. عمل بالصحافة فأنشأ جريدة «المصباح» سنة 1880 فنجحت. تولٌى تحرير مجلة «النجاح» التي أصدرها لويس صابونجي ويوسف الشلفون.
انتخب عضواً لمجلس الإدارة متصرفية جبل لبنان، وأخذ العلوم الشرعية والفرائض عن يوسف الأسير. كان عضواً لمجلس إدارة ولاية سوريا في دمشق من 1869 حتى 1876، وفي سنة 1877 عُيّن نائباً عنها في مجلس النواب العثماني. نُصب عضواً دائماً لمحكمة بيروت التجارية في 1889 ثم استقال منها، وتعاطى المحاماة حتى آخر حياته، ونال أوسمة كثيرة. وعرف بـ«عزتلو» و«أفندي».
توفي نقولا النقّاش يوم 4 كانون الأول/ديسمبر 1894 في بيروت عن عمر يناهز السبعين عاماً ودُفن في المقبرة المارونية فيها.

## مهنته الأدبية
كان شاعراً بليغاً، تطرق في منظوماته للحكم والرثاء والمديح والأخلاق والغزل. قال عنه إميل يعقوب «له شعر جيّد وجديد. عرف عنه التُّقى والفضل.» ذكر في معجم البابطين عنه «نظم في بعض أغراض الشعر العربي وعلى رأسها المدح والتهنئة ثم الإخوانيات والرثاء، والوجدانيات، في إطار تقليدي، متبعًا منهج القصيدة العربية القديمة. وقد كشفت قصائده عن توجهه للدولة العثمانية وخطابه لعلية القوم في عصره. وتميزت باهتمام بالصور وحسن انتقاء الصور البيانية، واستئناس بالمطالع الوجدانية، وإيثار الأوزان البسيطة فيما هو وجداني، والأوزان المركبة فيما هو مدح أو رثاء، وتدل قصائده بعامة على محصوله من الشعر القديم.»

## مؤلفاته
- «رسالة في القانون»
- «قانون التجارة»
- «قانون تشكيلات المحاكم»
- «قانون الأراضي»
- «قانون الجزاء»
- «قانون أصول المحاكمات الجزائية»
- «قانون أصول المحاكمات الحقوقية»
- «قانون التجارة»
- «شرح قانون التجارة»
- «ذيل قانون التجارة»
- «قانون الأبنية»
- «قانون تشكيلات المحاكم»
- «كليات شرح الجزاء»

له في المسرح:
- «الموصي»
- «الشيخ الجاهل»
- «ربيعة»
- «أرزة لبنان»

وله أيضًا:
- ديوان»، 1879

## وصلات خارجية
- في بوابة الشعراء